# Europe Stadium Tour
Europe Stadium Tour es una gira musical de la banda alemana Rammstein, enfocada solamente en estadios por diferentes partes de Europa. Dio inicio en Gelsenkirchen, Alemania, el 27 de mayo de 2019 y la primera fase de la gira terminó en Viena, Austria, el 23 de agosto de ese mismo año. Más de 30 fechas fueron confirmadas.

## Rammstein New Years Eve
Rammstein anunció el 18 de junio del 2018 dos fechas exclusivas en las playas de Puerto Vallarta, Jalisco, México, para despedir y recibir el año nuevo, llamando al evento Rammstein New Years Eve, el evento está limitado a un total de 5000 personas por día, la venta de boletos dio inicio el 27 de junio y solo se venderían de manera digital, StubHub fue el encargado de vender dichas entradas, se vendieron diferentes paquetes para el evento que incluía pase a área VIP para las dos fechas y hospedaje en hotel cinco estrellas todo incluido, venta VIP por día limitado a 1,000 personas por día y además de la ya clásica venta general por día. Sólo una fecha para el 2018 y la primera fecha del 2019. Estas fechas no serán el inicio del próximo tour ni de la nueva era de la banda sino hasta mayo del mismo año, sólo será un show exclusivo y especial pensado principalmente para los fanes mexicanos, se rumora que tal vez toquen temas del próximo álbum, además del sencillo Mein Land, esta sería la primera vez que la tocan de manera publica, además la banda 3TEETH será tonelera para el evento, la última vez que esta banda inició un show para Rammstein fue el año pasado en Tinley Park, Illinois, Estados Unidos.
Puntos importantes del Evento
-Según declaración de la conferencia de prensa por parte de los organizadores del evento Live Talent, el tamaño del espectáculo es tal, que para su montaje requieren 10 días para que quede listo para la fecha del evento.
-Se esperan 2 tráileres que transportan solamente la pirotecnia para el show. Por otro lado, el tema de la pirotecnia está a cargo de los propios técnicos de Rammstein. 
-El escenario tendrá la magnitud como se ha utilizado en otros eventos como el Corona Capital, Tecate Pal' Norte, entre otros.
-La empresa encargada del audio e iluminación es la misma que se ha encargado de otros artistas de renombre como Paul McCartney.
-El show será el mismo del Stadium Tour.
-Live Talent realizara un documental y Live DVD de este concierto que podría ser lanzado a finales del año 2021.
-Se esperan poco más de 10 mil asistentes al evento. De éstos solamente 27% provienen de México, el resto vendrán de diferentes partes del mundo.
-El acceso al evento será a las 2:00 p. m., para poder disfrutar de la playa y todo lo que se ofrecerá.
-La banda telonera 3TEETH comenzará a tocar a la 6:00 p. m. y tras ellos Rammstein saldrá al escenario para concluir antes de la cuenta de fin de año.

## Lista de fechas para tour 2019
- Explanada Hotel Secrets, Puerto Vallarta, México (31 de diciembre de 2018 y 2 de enero de 219) con 3TEETH y Joe Letz

- Veltins Arena, Gelsenkirchen, Alemania (27 y 28 de mayo)
- RCDE Stadium, Barcelona, España
- Stade de Suisse, Berna, Suiza
- Olympiastadion, Múnich, Alemania (8 y 9 de junio)
- Rudolf Harbig Stadion, Dresde, Alemania (12 y 13 de junio)
- Ostseestadion, Rostock, Alemania
- Telia Parken, Kopenhagen, Dinamarca
- Olympiastadion, Berlín, Alemania
- De Kuip, Róterdam, Países Bajos
- Paris La Défense Arena, París, Francia (28 y 29 de junio)
- HDI Arena, Hannover, Alemania
- Stadium MK, Milton Keynes, Inglaterra
- Stade Roi Baudouin, Bruselas, Bélgica
- Commerzbank-Arena, Frankfurt, Alemania
- Eden Aréna, Praga, República Checa (16 y 17 de julio)
- Roeser Festival Grounds, Luxemburgo, Luxemburgo
- Stadion Śląski, Chorzów, Polonia
- VTB Arena Central Dynamo Stadium, Moscú, Rusia
- Saint-Petersburg-Stadium, San Petersburgo, Rusia
- Lucavsala, Riga, Letonia
- Ratina Stadion, Tampere, Finlandia
- Stockholm Stadion, Estocolmo, Suecia
- Ullevaal Stadion, Oslo, Noruega
- Ernst-Happel-Stadion, Viena, Austria (22 y 23 de agosto)

## Setlist evento New Years Eve
31 de diciembre y 2 de enero:
1. Ramm 4
2. Reise, Reise
3. Hallelujah
4. Zerstören
5. Keine Lust
6. Feuer Frei!
7. Seemann
8. Mein Teil
9. Du Riechst So Gut
10. Mein Herz Brennt
11. Links 2 3 4
12. Ich Will
13. Du Hast (Intro Extendido)
14. Ohne Dich

Encore:
1. Sonne
2. Amerika
3. Stripped

Encore:
1. Te Quiero Puta

## Setlist Europe Stadium Tour
1. Was Ich Liebe
2. Links 2 3 4
3. Sex
4. Tattoo
5. Sehnsucht
6. Zeig Dich
7. Mein Herz Brennt
8. Puppe
9. Heirate Mich
10. Diamant
11. Deutschland (Rmx by Richard Z. Kruspe)
12. Deutschland
13. Radio
14. Mein Teil
15. Du Hast
16. Sonne
17. Ohne Dich

B-Stage
1. Engel (with Duo Jatekok)

Encore 1
1. Ausländer
2. Du Riechst So Gut
3. Pussy

Encore 2
1. Rammstein
2. Ich Will

- Datos: Q128790739